# Matthias Morys
Matthias Morys (Stoccarda, 19 maggio 1987) è un ex calciatore tedesco, di ruolo attaccante.

## Caratteristiche tecniche
Prima punta, può giocare anche come ala su entrambe le fasce.

## Carriera

### Club
Nell'estate 2008 lo Stoccarda lo cede al Kickers Offenbach per 50000 €. Un anno dopo è ceduto in Bulgaria, dove gioca in prima divisione con mediocri risultati. Ritornato in Germania, finisce a giocare in un club di terza divisione, dove fa molto bene: alla sua prima annata realizza 16 gol in 29 incontri di campionato, 12 nella seconda parte di stagione, segnando 4 doppiette contro Pfullendorf (0-2), Bayern Monaco II in trasferta (2-3), Bayern Alzenau in casa (4-2) e FSV Francoforte II (0-5), firmando anche una tripletta ai danni del Wormatia (5-0) e trascinando il club al secondo posto nella graduatoria, alle spalle dello Stuttgarter Kickers. La sua seconda stagione nel club comincia anche meglio: 11 reti in 15 partite di terza divisione e attira su di sé le attenzioni dell'RB Lipsia, club di pari livello che decide di acquisirne le prestazioni nel gennaio 2013. A Lipsia si placa la sua vena realizzativa (appena 5 gol in 47 presenze tra la terza e la seconda divisione nazionale) e la squadra della Red Bull decide di cederlo in prestito l'11 gennaio 2015 al Sonnenhof Grossaspach, la stessa squadra dalla quale era stato prelevato poco più di due anni prima.